# Čeněk Dobiáš
Čeněk Dobiáš (1. června 1919 Ubušín – 28. září 1980 Brno) byl český malíř.

## Život
Po ukončení měšťanky v Jimramově odešel na Baťovu školu práce ve Zlíně. Stesk po domově byl důvodem, že se už po roce a půl vrátil zpět a začal pracovat v Dalečíně u firmy Jarošek, místního zpracovatele vlny do přaden. V roce 1946 nejprve nastoupil do Katastrální měřičské služby v Brně jako kreslič map a od roku 1948 pak do podniku ZKL v Brně-Líšni (pozdější Zetor). Zde pracoval nejprve 11 let jako dělník, později přešel do propagace. Zde také společně s brněnským malířem Františkem Kocourkem vedl výtvarný kroužek. V roce 1962 se osamostatnil a věnoval se malování.
S výtvarnými technikami a principy se seznámil intenzivním autodidaktickým studiem. Jeho obrazy měly různou tematiku – např. dívčí i ženské akty, portréty romských děvčat, dětí i žen, pestré kytice z polích květů. Rodný kraj ho výrazně inspiroval při krajinomalbě, která od konce šedesátých let v jeho dílech převládala.
Od roku 1949 byl členem SVU Aleš v Brně (Spolek výtvarných umělců Aleš), od roku 1955 členem SČSVU (Svaz československých výtvarných umělců) a od roku 1972 členem SČVU (Svazu českých výtvarných umělců). V letech 1959–1964 byl členem brněnské skupiny malířů, nazvané „Skupina M“. Čeněk Dobiáš byl také nositelem brněnské ceny J. Krohy.

## Dílo
Tvorba Čeňka Dobiáše je zastoupena v mnoha veřejných i soukromých sbírkách (např. Moravské galerie v Brně, Muzea města Brna, Horácké galerie v Novém Městě na Moravě, Oblastní galerie Vysočiny v Jihlavě, Muzea romské kultury a další).

### Samostatné výstavy
- 1958 – Brno (Malá galerie Domu umění)
- 1960 – Praha (Galerie Václava Špály, /oleje/ spolu s Františkem Šenkem /plastiky/ a Jiřím Hadlačem /grafika/)
- 1963 – Havířov, Jihlava, Gottwaldov (Galerie Dílo s Františkem Šenkem)
- 1965 – Brno (Galerie na Výstavní ulici)
- 1966 – Blansko (závodní klub)
- 1967 – Brno (Kabinet umění n.p. Kniha)
- 1968 – Nové Město na Moravě (Horácká galerie)
- 1973 – Brno (Malá galerie Čs. spisovatele)
- 1974 – Vídeň (Galerie Mahlerstrasse, s Jaroslavem Chudomelem a R. Svobodou)
- 1974 – Brno (Galerie Jaroslava Krále)
- 1974 – Havířov (Galerie Dílo)
- 1974 – Nové Město na Moravě (Horácká galerie)
- 1974 – Praha (ministerstvo zahraničí, s J. Zezulou)
- 1974 – Poznaň (s M. Axmanem, J. Habartou a F. Chmelařem)
- 1975 – Nové Město na Moravě (Horácká galerie)
- 1975 – Brno (Dům umění)
- 1975 – Jimramov (zámek, výstavní síň U svatého Jana)
- 1977 – Hradec Králové (Krajské muzeum s M. Axmanem a F. Chmelařem)
- 1977 – Sofia (Čs. kulturní středisko)
- 1979 – Bystřice nad Perštejnem (zemědělská škola)
- 1979 – Brno (Dům umění)
- 1984 – Jimramov (zámek, výstavní síň U svatého Jana)
- 1989 – Nové Město na Moravě (Horácká galerie)
- 1989 – Brno (Galerie Stará radnice)
- 1994 – Jimramov (zámek, výstavní síň U svatého Jana)
- 2005 – Jimramov (zámek, výstavní síň U svatého Jana)
- 2008 – Brno (Galerie ARS, Robert Hliněnský a jeho přátelé: Čeněk Dobiáš, Dalibor Chatrný, František Šenk)
- 2019 – Jimramov (výstavní síň U svatého Jana; Vybraná výročí 2019)[1]

### Kolektivní výstavy
- 1949 – Brno (Tvář Brna)
- 1958 – Brno (Mladí výtvarníci ČSR)
- 1959 – Brno (Skupina M)
- 1959 – Brno (Moravští výtvarníci)
- 1963 – Brno (Konfrontace)
- 1966 – Praha, Karlovy Vary, Teplice (Brněnská bilance)
- 1970 – Olomouc (Skupina Q)
- 1970–73 – Nové Město na Moravě (Výtvarné umění Horácka)
- 1971, 1972 – Polička (Východočeský umělecký salón)
- 1973 – Plovdiv (Z brněnské realistické tvorby)
- 1974 – Brno (Plovdiv – Brno)
- 1976 – Poznaň (s poznaňskými výtvarníky)
- 1980 – Praha (Výtvarní umělci k 35. výročí osvobození Československa Sovětskou armádou)
- 1988 – Praha (Lidé-život-práce: Výtvarná díla ze sbírek ústřední rady odborů)
- 2003–4 – Brno (Kočování po obrazech : Romové ve výtvarném umění 17.–20. století)
- 2004 – Brno (Mezi námi skupinami)